# Bostān Darreh
Bostān Darreh (persiska: بستان درّه) är en ort i Iran.   Den ligger i provinsen Kurdistan, i den nordvästra delen av landet, 300 km väster om huvudstaden Teheran. Bostān Darreh ligger 1 864 meter över havet och antalet invånare är 210.
Terrängen runt Bostān Darreh är huvudsakligen kuperad, men åt sydväst är den platt.Runt Bostān Darreh är det ganska glesbefolkat, med 23 invånare per kvadratkilometer. Närmaste större samhälle är Chālāb, 10,4 km öster om Bostān Darreh. Trakten runt Bostān Darreh består i huvudsak av gräsmarker.